# Lotta Kemppinen
Lotta Kaarina Kemppinen (* 1. April 1998 in Helsinki) ist eine finnische Leichtathletin, die sich auf den Sprint spezialisiert hat.

## Sportliche Laufbahn
International nahm Lotta Kemppinen 2015 an den Junioreneuropameisterschaften in Eskilstuna teil und erreichte dort im 100-Meter-Lauf das Halbfinale, in dem sie mit 12,13 s ausschied. 2019 belegte sie dann bei den U23-Europameisterschaften in Gävle in 11,59 s den sechsten Platz. Anfang Februar 2021 verbesserte Kemppinen den finnischen Hallenrekord über 60 Meter auf 7,19 s und kurz darauf weiter auf 7,16 s und löste damit Sisko Hanhijoki als Rekordhalterin ab, den diese seit dem Jahr 1990 innehatte. Sie qualifizierte sich damit auch für die Halleneuropameisterschaften in Toruń und gewann dort in 7,22 s die Silbermedaille hinter der Schweizerin Ajla Del Ponte. Im Jahr darauf gelangte sie bei den Hallenweltmeisterschaften in Belgrad bis ins Halbfinale und schied dort mit 7,18 s aus und konnte aber in der Freiluftsaison keine Wettkämpfe bestreiten. 2023 wurde sie bei der 1. Liga der Team-Europameisterschaft im Rahmen der Europaspiele in Chorzów in 11,45 s Dritte im B-Lauf über 100 Meter und wurde mit der 4-mal-100-Meter-Staffel disqualifiziert. Im Jahr darauf schied sie bei den Hallenweltmeisterschaften in Glasgow mit 7,28 s in der ersten Runde über 60 Meter aus. Im Juni schied sie bei den Europameisterschaften in Rom mit 11,44 s im Halbfinale über 100 Meter aus und verpasste mit der Staffel mit 43,68 s den Finaleinzug. Anschließend kam sie bei den Olympischen Sommerspielen in Paris mit 11,56 s nicht über den Vorlauf über 100 Meter hinaus.
In den Jahren 2019 und 2020 sowie 2023 und 2024 wurde Kemppinen finnische Meisterin im 100-Meter-Lauf im Freien sowie von 2020 bis 2022 und 2024 Hallenmeisterin im 60-Meter-Lauf. Zudem siegte sie 2017 in der Halle mit der 4-mal-200-Meter-Staffel.

## Persönliche Bestleistungen
- 100 Meter: 11,20 s (+0,4 m/s), 22. Juni 2024 in Kuortane
  - 60 Meter (Halle): 7,16 s, 20. Februar 2021 in Jyväskylä (finnischer Rekord)
- 200 Meter: 23,56 s (+1,7 m/s), 28. Juli 2020 in Turku
  - 200 Meter (Halle): 24,02 s, 23. Februar 2020 in Helsinki